# Rivière à Michel (vattendrag i Kanada, lat 51,38, long -71,28)
Rivière à Michel är ett vattendrag i Kanada.   Det ligger i provinsen Québec, i den östra delen av landet, 700 km nordost om huvudstaden Ottawa.
Omgivningarna runt Rivière à Michel är i huvudsak ett öppet busklandskap. Trakten runt Rivière à Michel är nära nog obefolkad, med mindre än två invånare per kvadratkilometer.